# 彌富口站
彌富口站（日语：／ Yatomiguchi eki */?）是位於愛知縣彌富市鯏浦町，名古屋鐵道尾西線的車站。

## 歷史
- 1933年（昭和8年）8月1日：車站啟用。
- 1944年（昭和19年）：隨著太平洋戰爭戰局惡化而暫停營運。
- 1946年（昭和21年）9月15日：車站重開，並向北遷移300米處。重開時為無人車站。
- 1983年（昭和58年）4月9日：隨著與愛知縣道40號名古屋蟹江彌富線（日语：愛知県道40号名古屋蟹江弥富線）交通立體化工程[注 1]完成，此站變為架空車站。
- 2006年（平成18年）12月16日：車站廢除。

## 車站構造
截至車站廢除前，此站是架空車站，設有1面1線的單式月台。在未引入車站集中管理系統前已經是無人車站。此站沒有剪票口，車站入口設有樓梯直達月台。在車站廢除外，車站入口處設有工程用柵欄圍封。在2005年和2006年於名鐵各線廢除的7座車站中，唯一仍然保留月台的廢站。
雖然此站前後區間為單線，但是在車站高架化之際，車站已經預留雙線化後的月台（相對式月台）。但是在鐵路還未雙線化，由於車站客量少而率先廢除。
另外，曾經有許多乘客是來自日本毛織彌富工場員工。後來，由於紡織業衰落使生產量下降，工場規模縮小，該工場部分地方變為AEON Town彌富和日毛彌富高球場。另外，隨著日毛相關公司彌富羊毛株式會社進行業務重組。在2009年（平成21年）5月尾停止作業，把工場遺址的土地出租。使該公司完全撤離於彌富的紡織事業。

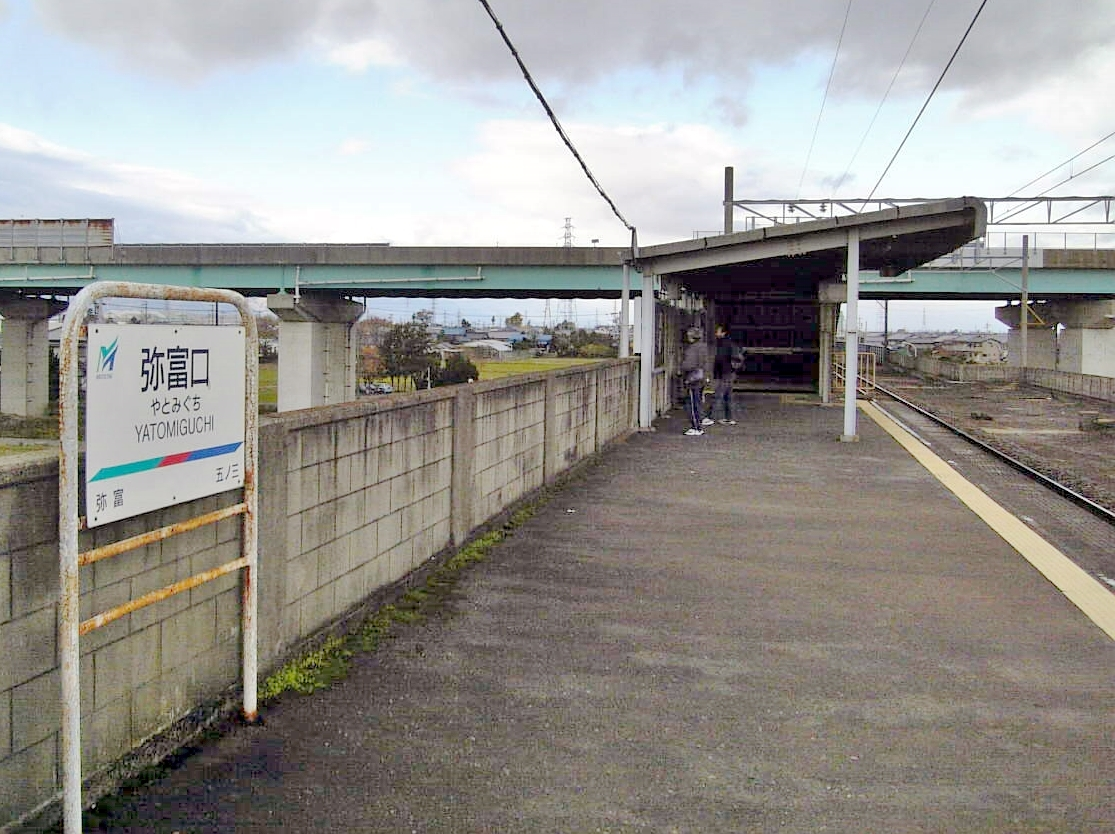
站名牌與候車室（2006年12月3日）
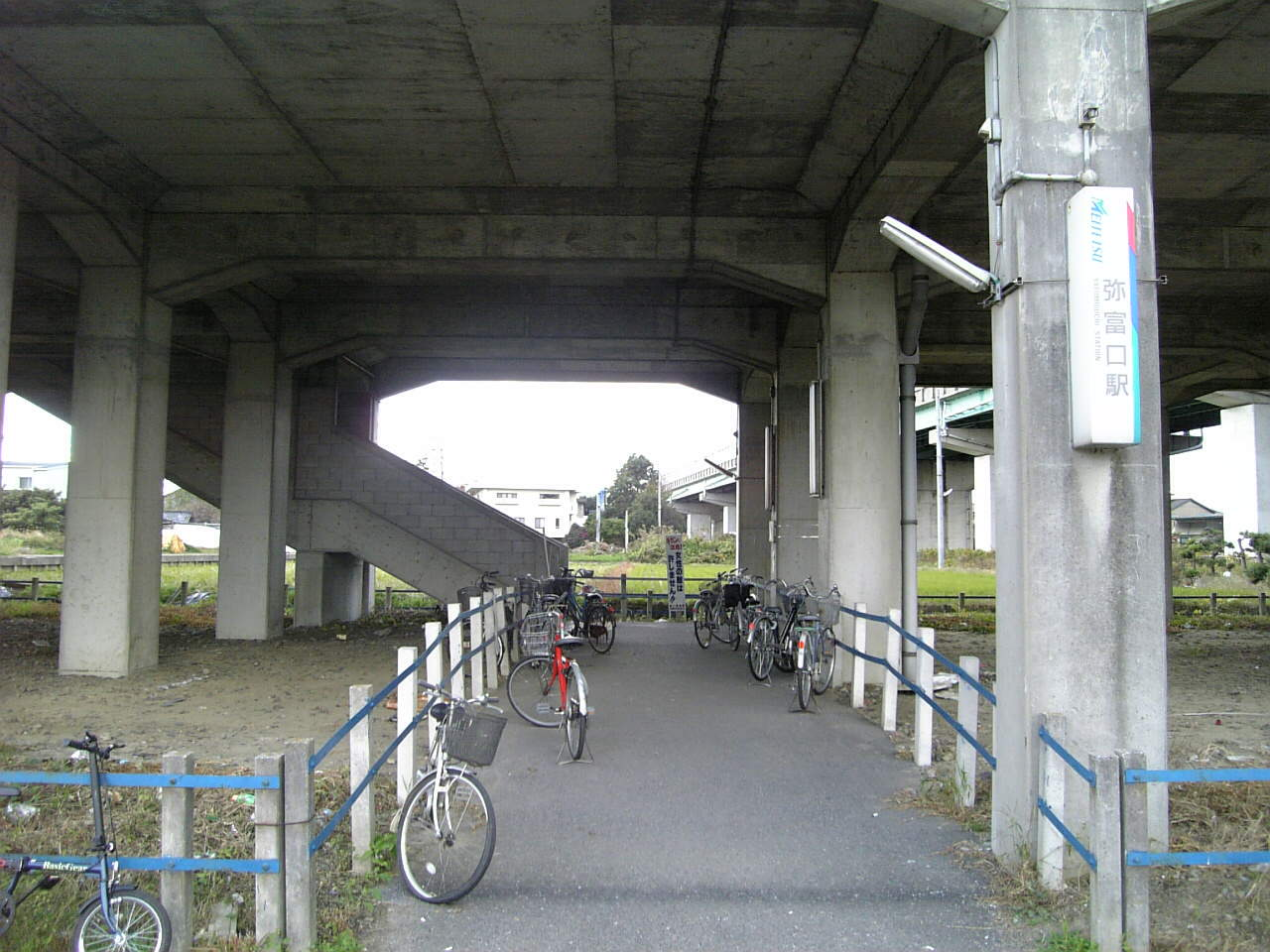
車站入口（2006年12月3日）
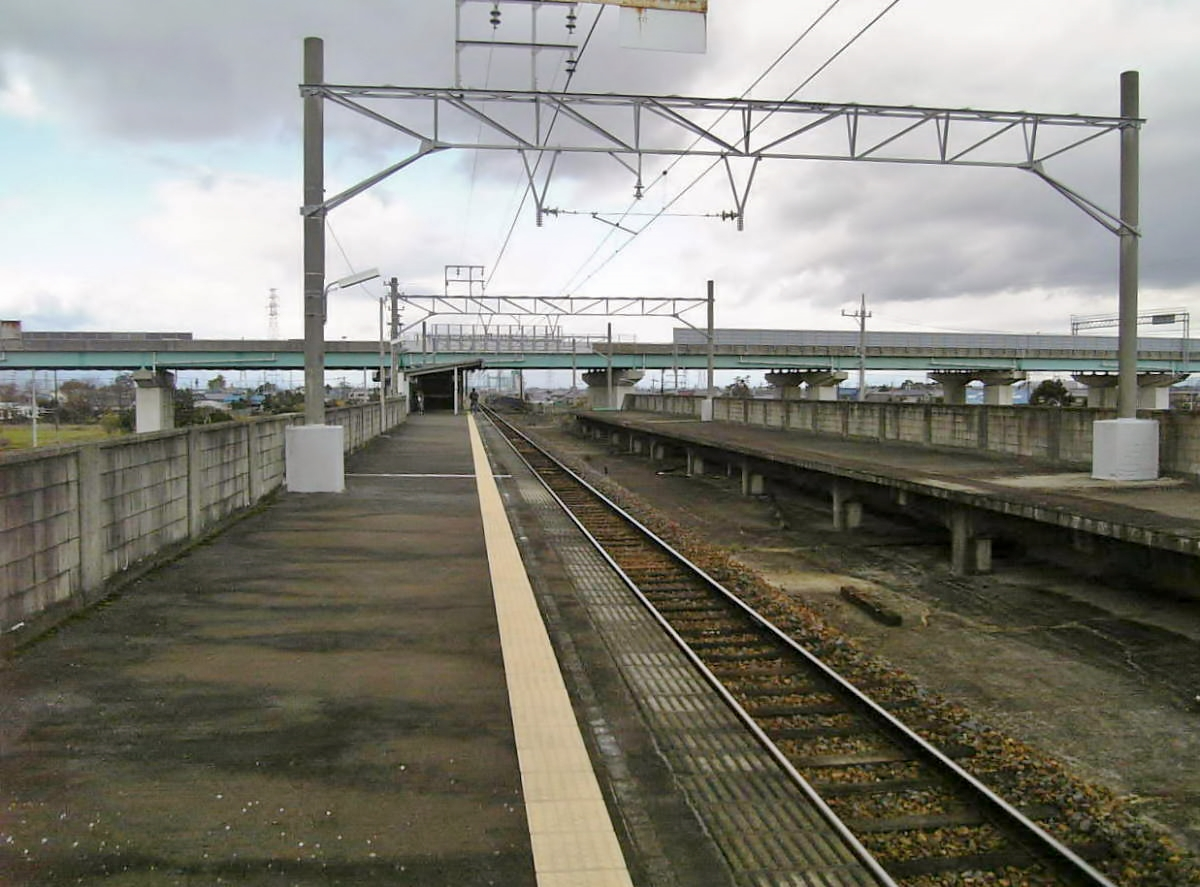
月台全景　右邊是從未使用的月台（2006年12月3日）

### 配線圖
| ← 津島方向                                  | 彌富口站 站內配線略圖 | → 彌富站 |
| 图例 参考文献： ※在資訊上沒有設定月台編號。 |                       |          |

## 車站周邊
- 東名阪自動車道（車站上方）
- 愛知縣道40號名古屋蟹江彌富線（日语：愛知県道40号名古屋蟹江弥富線）
- AEON Town彌富（日语：イオンタウン弥富）
- 彌富海老江郵局
- IPC國際寵物文化綜合學院名古屋校
- 日本毛織 (日毛)（日语：日本毛織）彌富工場。

## 使用狀況
- 在中提及在1992年度，當時1日平均上下車人次為121人，除岐阜市內線均一車費區間內各站（岐阜市內線、田神線、美濃町線徹明町站至琴塚站之間）外名鐵所有車站（342站）中排名第333，尾西線（23站）中排名第23[2]。
- 在中提及，在2004年度1日平均乘車人次為61人，在2005年度1日平均乘車人次為62人。

## 相鄰車站
名古屋鐵道
尾西線
普通
彌富－彌富口－五之三

## 注腳